# Tio do pavê
O tio do pavê é uma figura descrita no Brasil como um familiar que tende a fazer piadas ruins. Seu nome provém da "piada do pavê", frequentemente dita por esses familiares: "é pavê ou pá cumê?".
É popularmente dito que toda família tem um tio do pavê, e que um tio do pavê sempre está presente em festas de Natal e Réveillon. O tio do pavê também é descrito como "aquele tio meio inconveniente, escandaloso e às vezes beberrão".
Em dezembro de 2019, a cerveja Skol lançou uma embalagem com os dizerem "Skol pabeber, a Puro Malte que não é só pavê".